# Mitteransdorf
Mitteransdorf Spitz an der Donau szomszédságában fekvő pici település.

## Története
Egyes kutatók szerint itt volt egykor a római Cetitum nevű település. A település érdekes látnivalója a régi bástyák vonalában a Türkentor (Török kapu). A község reneszánsz izlésű kastélya a középkorban a salzburgi érseké volt. Templomának alapfalai gótikusak.
Egy 1970-ben itt végzett régészeti felmérés itt Mitteransdorfban, mint egy gyanított egykori fontos átkelési ponton talált rá a római limes részét képező négyzet alaprajzú őrtoronyra (Burgus Bacharnsdorf), majd az 1985-ben végzett felmérés után az Osztrák Szövetségi Műemlékhivatal helyreállította azt.

## Az őrtorony leírása
A négyzet alakú torony alapterülete 12,2 x 12,4 m volt és a felmérések szerint eredetileg három emelet magasságú lehetett. A bejárata északon volt. Az egykori torony déli oldalán az öntvénytégla magassága még mindig 9 m.